# Ivaciv, Zboriv
Ivaciv (în ucraineană Івачів) este un sat în comuna Vovcikivți din raionul Zboriv, regiunea Ternopil, Ucraina.

## Demografie
Componența lingvistică a localității Ivaciv
     Ucraineană (99,66%)
     Alte limbi (0,34%)
Conform recensământului din 2001, majoritatea populației localității Ivaciv era vorbitoare de ucraineană (99,66%), existând în minoritate și vorbitori de alte limbi.